# Oechlovitsa
Oechlovitsa (Bulgaars: Ухловица) is een grot in Bulgarije, in de oblast Smoljan in het Rodopegebergte drie kilometer oostelijk van het dorp Mogilitsa.
De grot is ongeveer 460 meter lang, 330 meter zijn goed onderzocht. Oechlovitsa ligt op een hoogte van 1040 meter boven zeeniveau. In de grot zijn veel versteende Madreporaria te zien. De grot trekt jaarlijks zo'n 3000 bezoekers.

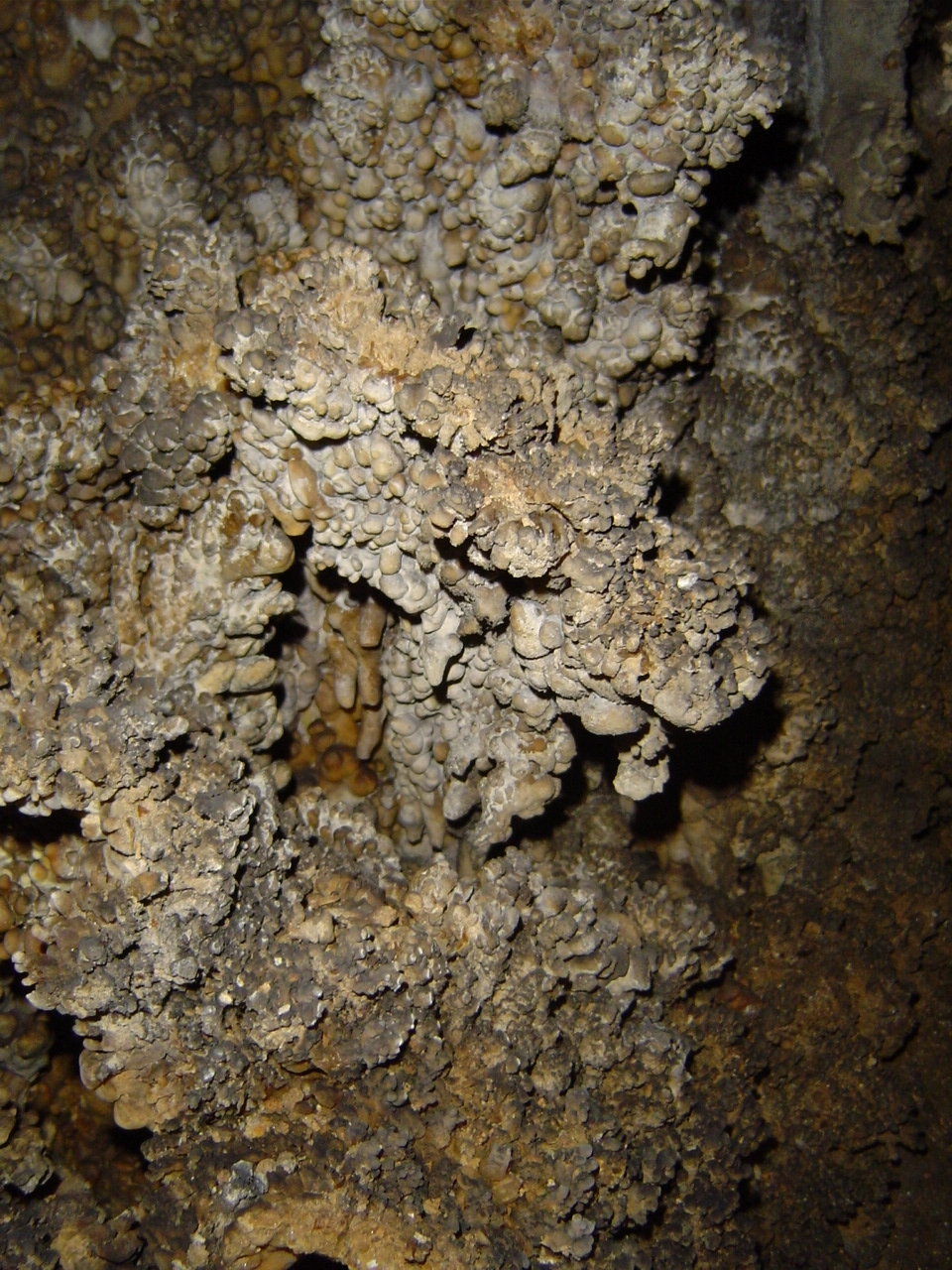
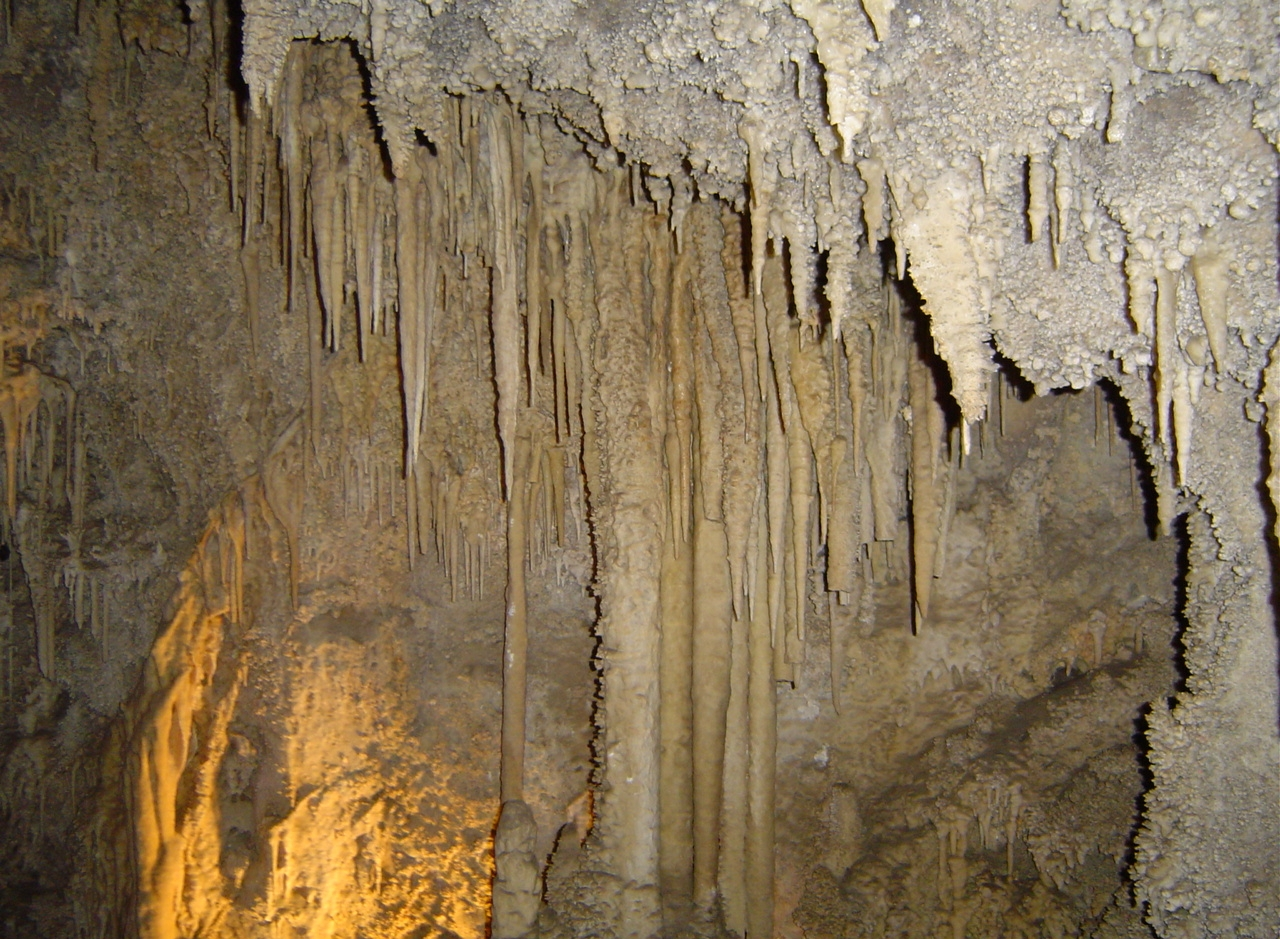
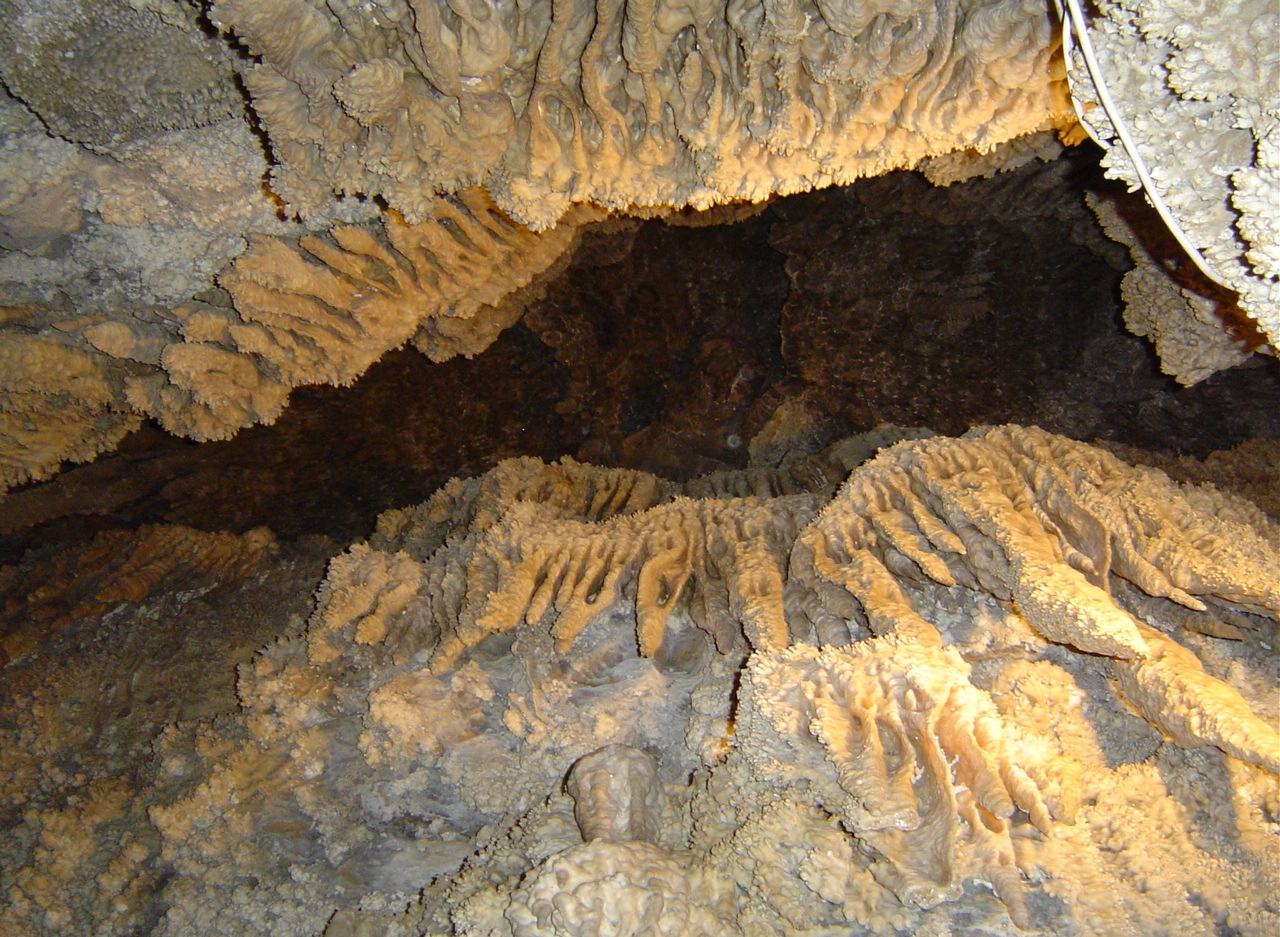
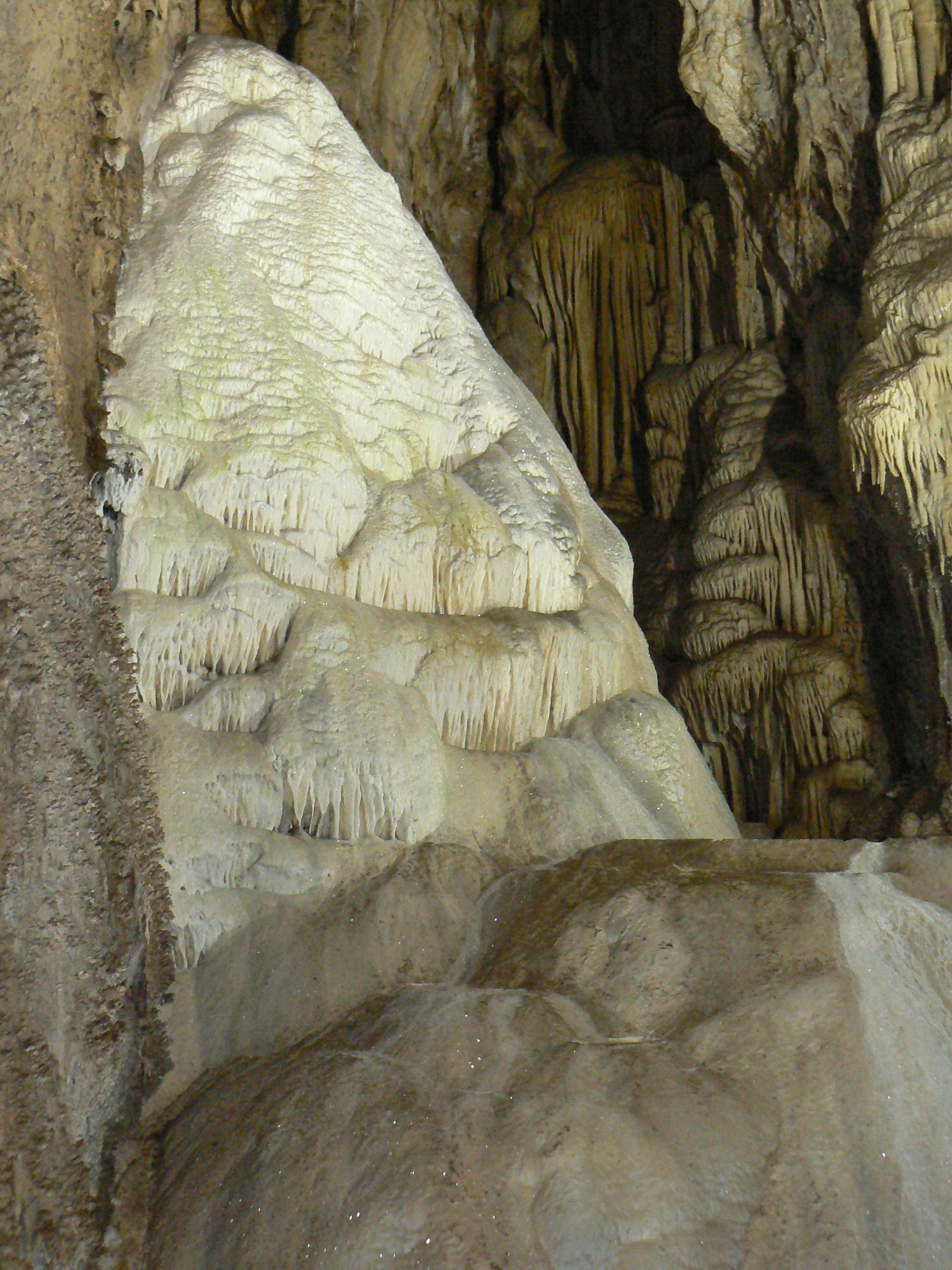